# Estudios AVRO
Los antiguos estudios de la emisora neerlandesa AVRO parte de la organización de televisiones NOS, están situados entre el Gravelandseweg 50-52 y el Hoge Naarderweg 1, en la ciudad de Hilversum.
Los arquitectos fueron B. Merkelbach y Ch.F. Karsten y el interior estuvo al cargo de A. Bodon, que entre otras cosas diseñó las butacas del salón de la orquesta.
En el año 1927 los estudios de la emisora neerlandesa AVRO estuvieron situados en una villa de la Witten Hullweg, para trasladarse al año siguiente a la Villa Sole-Mio en el Oude Engweg 4, ambas en Hilversum. Nueve años más tarde, el 5 de julio de 1936, la emisora estrenó sus propios estudios.
Un segundo edificio, apodado "el estuche de violín", y situado en un lado del Melkpad, es diseñado por el mismo arquitecto y acabado en 1940, ambos edificios están conectados por un túnel bajo el Melkpad.
El 12 de marzo de 1958 se celebró en este complejo el III Festival de la Canción de Eurovisión. El país ganador fue Francia con la canción Dors mon amour interpretada por André Claveau. En esa edición Domenico Modugno participó con la canción Nel Blu Dipinto Di Blu más conocida posteriormente como Volare.
La última ampliación de los estudios se realizó en 1972 con el denominado TV-Flat.
El complejo fue cedido a la organización AKN-gebouw en el año 2000.